# Badia Wilhelmina
La badia Wilhelmina és una badia de 24 quilòmetres d'amplada al llarg de la costa oest de la Terra de Graham a la península antàrtica. S'estén entre la península de Reclus al nord-est i el cap Anna al sud-oest. Va ser descobert per l'expedició antàrtica belga de 1897–99 dirigida per Adrien de Gerlache. La badia rep el nom de Wilhelmina, reina dels Països Baixos, que va regnar de 1890 a 1948.

## Litoral
La part més al sud de la badia és una cala anomenada Piccard Cove. Limita a l'est amb Sophie Cliff, un penya-segat de granit que és el terme de Balis Ridge. Al costat oest, O'Neal Point el separa de Beaupré Cove. La cala Beaupré té una amplada d'1 milla nàutica (2 km), limitada per O'Neal Point i Jones Point. El seu cap és alimentat per la glacera Nadjakov. Hugershoff Cove es troba a l'extrem sud-oest de la badia de Wilhelmina, a menys d'una milla nàutica (2 km) al sud de l'illa Louise i l'illa Emma, i a 2 milles nàutiques (4 km) al nord-oest de Beaupré Cove.